# Xylopia villosa
Xylopia villosa este o specie de plante angiosperme din genul Xylopia, familia Annonaceae, descrisă de Thomas Ford Chipp. Conform Catalogue of Life specia Xylopia villosa nu are subspecii cunoscute.